# Gone Away
«Gone Away» és el setè senzill de la banda californiana The Offspring, i el segon de l'àlbum Ixnay on the Hombre. Fou publicat al març de 1997 amb la producció de Dave Jerden. Posteriorment fou inclosa en el seu treball de grans èxits Greatest Hits (2005).
El videoclip fou produït per Dave Jerden, productor del mateix àlbum. Posteriorment fou inclòs en la compilació Complete Music Video Collection (2005), la qual també conté una versió storyboard del videoclip. La cançó va encapçalar la llista estatunidenca de rock, i fou certificada disc d'or a Austràlia amb més de 35.000 còpies. De fet, fou el primer senzill de la banda que rebé una certificació de disc d'or en qualsevol país. La cançó estigué disponible dins el videojoc musical Rock Band com a material descarregable el 7 d'octubre de 2008. Formà part del primer pack de la banda juntament amb les cançons «Pretty Fly (for a White Guy)» i «Self Esteem».

## Llista de cançons[1]

### Senzill CD
| Núm.          | Títol                              | Durada |
| ------------- | ---------------------------------- | ------ |
| 1.            | «Gone Away» (Versió senzill)       | 4:27   |
| 2.            | «Cool to Hate»                     | 2:46   |
| 3.            | «D.U.I.»                           | 2:27   |
| 4.            | «Hey Joe» (Cover de Billy Roberts) | 2:37   |
| Durada total: | Durada total:                      | 12:17  |

### Vinil 7" negre
| Núm. | Títol                        | Durada |
| ---- | ---------------------------- | ------ |
| 1.   | «Gone Away» (Versió senzill) | 4:27   |
| 2.   | «D.U.I.»                     | 2:27   |